# Moste, Komenda
Moste so naselje v Občini Komenda.
Moste so največje naselje v Občini Komenda, in imajo po podatkih iz leta 2020 okoli 1500 prebivalcev s stalnim prebivališčem. Ravninski svet, kjer ležijo Moste ima nadmorsko višino 330.9m, in se rahlo nagiba od severozahoda proti jugovzhodu. Ta nagib vpliva tudi na smer odtoka površinskih voda, ki se zbirajo v osrednji reki Pšati. Skozi Moste teče potok Tunjščica in se zliva v reko Pšato. Prst in rastje kažeta dokaj raznovrstno podobo, in za gospodarsko rabo je pomemben zlasti  ravninski svet. S cestnega križišča v Mostah se ceste usmerjajo proti Vodicam do avtoceste, proti Kamniku, Kranju, ter Mengšu, Domžalam in Ljubljani.

## Prva omemba Most
Prva omemba Most je bila leta 1362, ko sta celjska grofa Ulrik in Herman kupila od ljubljanskega meščana Tomaža Ogljica tri kmetije v Mostah. leta 1389 je Oton s Turna prodal Juriju Panmkiscerju šest kmetij v raznih krajih, med drugimi tudi v Mostah. Jošt Gallenburški je leta 1469 dobil od cesarja Friderika III dve kmetiji v Mostah.
V Mostah je tudi cerkev Sv. Boštjana. Prva omemba je iz leta 1512, omenja pa se tudi v popisu Kranjskih cerkvenih dragocenosti leta 1526. Cerkev je imela obokan gotski prezbiterij, ki je bil leta 1644 poslikan. Valvazor poroča da je imela cerkev štiri oltarje. Vizitacijski zapisnik iz leta 1680 pa pove, da je imela cerkev v zvoniku dva zvonika in tri oltarje: Sv. Boštjan, Sv. Rok, in Sv. Nikolaj. V cerkev je bila leta 1722, prizidana na severni strani kapela sv. Frančiška Ksaverija.

## Starodavne šege in navade
Za Moste je bilo zelo značilno ščetarsto in slamnikarstvo. Zelo pomembna je bila tudi konjska procesija, ki je potekala po vsej občini, in je omenjena v Valvazorjevi knjigi Slava vojvodine Kranjske.